# Philip Oakey
Philip Oakey (Hinckley, 2 ottobre 1955) è un cantautore, tastierista e produttore discografico britannico, frontman del gruppo synthpop The Human League.

## Biografia

### Infanzia
Oakey è nato a Hinckley, nel Leicestershire, in Regno Unito. Insieme alla sua famiglia si è trasferito a Coventry quando era ancora neonato in un periodo in cui suo padre, dopo aver lavorato presso l'ufficio postale della sua città natale, dovette cambiare lavoro. Cambia più volte città nel corso della sua infanzia: all'età di cinque anni infatti si trasferì a Leeds e all'età di nove a Birmingham, arrivando a frequentare una scuola elementare vicino a Solihull. A 14 anni si trasferì definitivamente a Sheffield e all'età di 18 lasciò la scuola senza finire tutti gli esami per svolgere una serie di lavori occasionali, prima come dipendente in una libreria universitaria e dal 1975 come facchino al Thornbury Annex Hospital.

### Carriera musicale
Nel 1977 entra nel mondo della musica in maniera del tutto casuale. Aveva comprato un sassofono ma aveva rinunciato a cercare di imparare a suonarlo e non aveva alcuna aspirazione a far parte di un gruppo pop. A Sheffield, un suo compagno di scuola, Martyn Ware, insieme a Ian Craig Marsh e Adi Newton formarono una band chiamata "The Future". Facevano parte di un genere musicale emergente che utilizzava sintetizzatori analogici invece di strumenti tradizionali, che in seguito sarebbero entrati nel genere del synthpop. Sebbene avessero registrato un certo numero di demo tape, rimasero non firmati.
Newton lasciò la band dopo che i brani che scrisse insieme ai restanti membri della band furono rifiutati da svariate case discografiche. Ware ha deciso che i "The Future" avevano quindi bisogno di qualcuno che sostituisse Newton come cantante. Optarono inizialmente per Glenn Gregory, ma questi non fu poi disponibile. Così Ware suggerì a Marsh il suo compagno di scuola Oakey. Sebbene quest'ultimo non avesse esperienze musicali, era ben noto nella scena sociale di Sheffield, principalmente per il suo eclettico senso dell'abbigliamento e la classica motocicletta. Ware è andato a visitare Oakey per chiedergli di unirsi al gruppo ed egli accettò.

### La nascita dei The Human League
Alla fine del 1977 la band "The Future" cambiò nome con quello attuale, "The Human League". Oakey tenne il suo primo concerto dal vivo con la band al Psalter Lane Arts College della Sheffield Hallam University. Nei primi anni la band aveva la reputazione di essere artistica ma riscontrò uno scarso successo commerciale dopo la pubblicazione dei singoli Being Boiled e Empire State Human, con testi scritti da Oakey. Alla fine pubblicarono due album, Reproduction e Travelogue. Reproduction non riuscì a classificarsi, ma dopo un'apparizione improvvisa sul programma Top of the Pops nel maggio 1980, Travelogue entrò nella classifica degli album del Regno Unito e raggiunse il 16º posto in classifica. Nonostante questo, la band non aveva ancora dato agli albori singoli di successo e, perseguitato dalla mancanza di successo commerciale, il rapporto di lavoro tra Oakey e Ware divenne sempre più teso. Nell'ottobre dello stesso anno, alla vigilia di un tour europeo, raggiunse il punto di rottura e Ware uscì portando con sé Marsh. Oakey e il direttore delle immagini Adrian Wright sono stati autorizzati a mantenere il nome della band, ma sarebbero stati responsabili di tutti i debiti della band e dell'impegno del tour. Ware e Marsh reclutarono poi Glenn Gregory e fondarono gli Heaven 17.
Di fronte alla rovina finanziaria con i promotori del tour che minacciavano di fargli causa, Oakey aveva meno di una settimana per mettere insieme una nuova band. Con una mossa non pianificata, Oakey andò in una discoteca del centro di Sheffield chiamata "The Crazy Daisy" e reclutò due ragazze adolescenti totalmente sconosciute che aveva visto ballare lì: Susan Ann Sulley e Joanne Catherall. Le due riconobbero Oakey di vista e si scoprì che erano già fan della sua band.
Dopo il tour, la band ha avuto il suo primo successo nella Top 20 del Regno Unito con The Sound of the Crowd, nell'aprile 1981. Al gruppo si aggiunsero poi anche Jo Callis e Ian Burden e uscì il singolo Love Action (I Believe In Love), che è diventato una delle prime 3 hit nel Regno Unito. Questo è stato seguito da Open Your Heart, che è diventato un altro successo nella Top 10. Subito dopo pubblicarono un album completo, Dare, scritto in gran parte da Oakey, che avrebbe presto raggiunto la prima posizione negli album più venduti nel Regno Unito e avrebbe raggiunto lo status di multi-platino. Alla fine del 1981, il quarto e ultimo singolo estrapolato dall'album, Don't You Want Me, diede alla band il primo numero uno e vendette oltre un milione e mezzo nel Regno Unito, rimanendo in prima posizione per cinque settimane. L'anno successivo la band raggiunse la vetta della classifica anche negli Stati Uniti, vendendo un altro milione di copie. Fu proprio tra la fine del 1981 e l'inizio del 1982 che Oakey e la Human League guadagnarono fama in tutto il mondo.
Nel 1990 fu la volta di Romantic? che raggiunse la 24ª posizione nel Regno Unito e nel 1992 la Virgin Records ha annullato il contratto di registrazione della band. Ciò ha avuto un effetto devastante sulla band, costringendo Oakey a cercare assistenza per la depressione e Sulley ad avere un crollo. Oakey stesso ha dichiarato che nel 1995, a seguito della totale "sparizione" dell'album da parte della casa discografica, si è ritrovato ad affrontate svariati esaurimenti nervosi. Grazie però principalmente agli sforzi di Catherall, nel 1993 Oakey e Sulley si erano ripresi e la band era di nuovo in piedi. Insieme hanno firmato un contratto con la East West Records, che ha portato alla pubblicazione del disco d'oro Octopus nel 1995 e dei singoli di successo Tell Me When e One Man in My Heart.
Un altro cambio di etichetta discografica ha visto l'uscita nel 2001 dell'album Secrets, acclamato dalla critica. L'album non è però riuscito a vendere poiché l'etichetta discografica è andata in amministrazione controllata, limitando perciò la promozione. Dopo il fallimento di un progetto a cui aveva dedicato così tanto lavoro e tempo, Oakey ha perso la fiducia nell'industria discografica e ha cambiato l'attenzione della band verso un lavoro dal vivo più redditizio. Dal 2002 ad oggi si sono perciò ritrovati regolarmente in tournée da soli o come ospiti a vari festival. Hanno suonato per eventi prestigiosi al V Festival, al Festival Internacional de Benicàssim e davanti a 18.000 fan all'Hollywood Bowl, a Los Angeles, nel 2006.
Nel 2011 la band pubblica il suo ultimo album Credo, che però non ha riscontrato un buon successo commerciale.

### Carriera da solista
Come solista ha lavorato anche con la collaborazione di altri artisti e produttori. La sua prima collaborazione è stata la produzione del singolo Amor Secreto di Nick Fury insieme a Jo Callis.
La sua collaborazione di più alto profilo e di maggior successo commerciale è stata con Giorgio Moroder. Nel 1984 per il film Electric Dreams, lui e Moroder hanno realizzato il tema principale del film, Together in Electric Dreams. Il singolo diventò un successo internazionale, vendendo più dischi di alcuni singoli di Human League di Oakey dello stesso periodo. Nel 1985, Oakey e Moroder pubblicarono l'album congiunto Philip Oakey & Giorgio Moroder, che generò altri due singoli, Be My Lover Now e Good-Bye Bad Times. Rilasciati sia nel Regno Unito che negli Stati Uniti, questi singoli non ebbero il successo di Together in Electric Dreams, e la partnership Oakey-Moroder di fatto si concluse.

## Discografia

### Con i The Human League
- 1979 – Reproduction
- 1980 – Travelogue
- 1981 – Dare
- 1982 – Love and Dancing
- 1984 – Hysteria
- 1986 – Crash
- 1990 – Romantic?
- 1995 – Octopus
- 2001 – Secrets
- 2011 – Credo

### Da solista
- 1985 – Philip Oakey & Giorgio Moroder

#### Singoli
- 1984 – Together in Electric Dreams (con Giorgio Moroder)
- 1985 – Good-Bye Bad Times (con Giorgio Moroder)
- 1985 – Be My Lover Now (con Giorgio Moroder)
- 1990 – What Comes After Goodbye
- 1999 – 1st Man in Space
- 2003 – Rock and Roll is Dead
- 2003 – LA Today